# Arkade

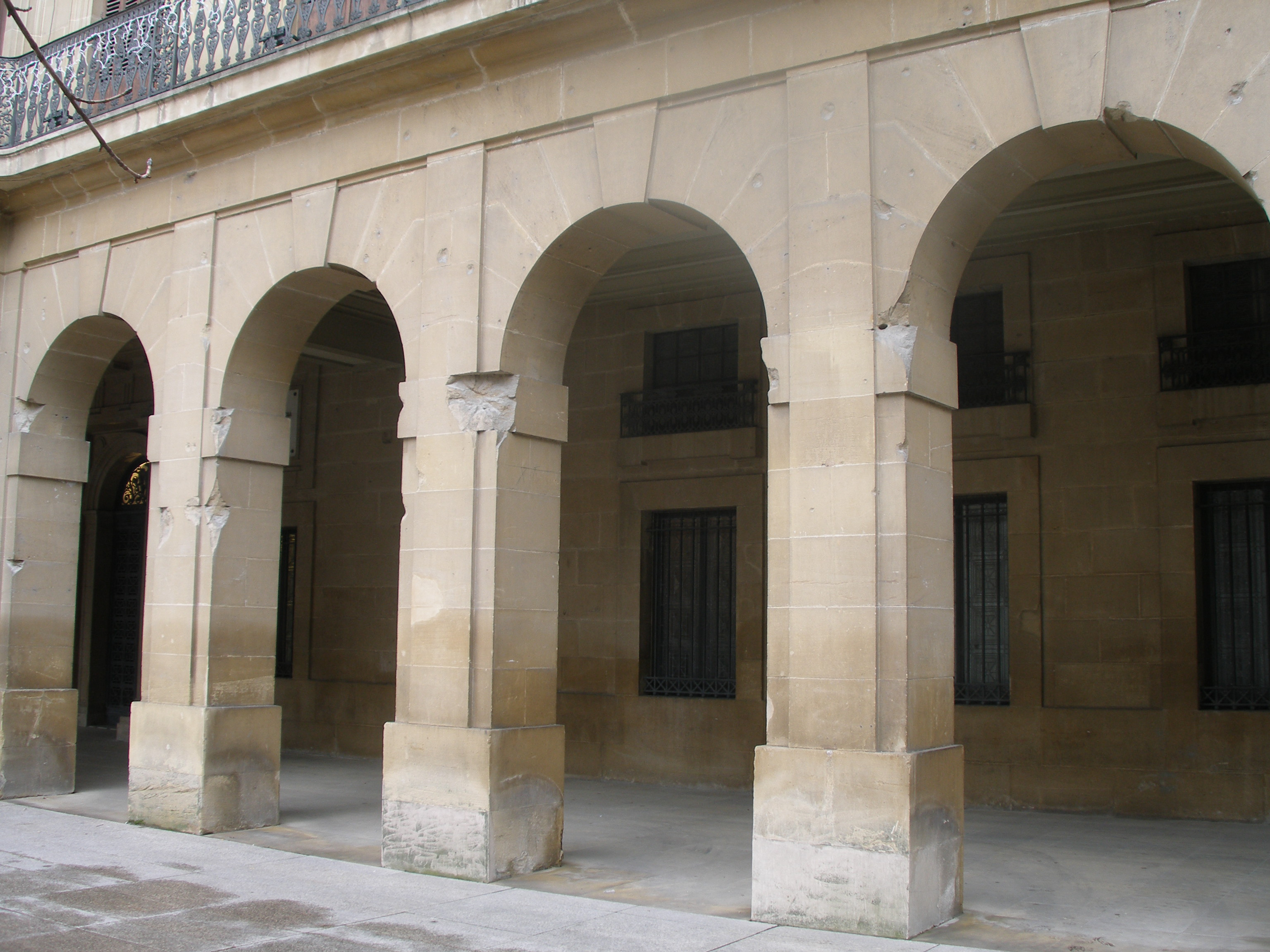
Arkaden am Palacio de Navarra in Pamplona, Spanien, 19. Jahrhundert

Eine Arkade (mittellateinisch arcata, vom lateinischen arcus =  Bogen) ist im engeren Sinn eine Bogenstellung, das heißt ein auf Stützgliedern (Pfeilern, Säulen) ruhender Bogen. Auch eine fortlaufende Reihe von Bogenstellungen (Arkatur) wird Arkade genannt, wobei der Plural Arkaden besser geeignet ist. Arkaturen bezeichnen hingegen die Gesamtheit aller Arkaden eines Gebäudes.
Als Arkade wird auch ein offener Arkadengang (Bogengang, Laubengang) bezeichnet, das heißt ein gedeckter Gang mit einer einseitigen Bogenreihe.

## Formen und Verwendung des Architekturmotivs, Geschichte
Arkaden bilden ein Architekturmotiv, das seit der Frühzeit bis in die Gegenwart verwendet wird und sich durch architektonische Flexibilität sowie gestalterische Vielfalt auszeichnet.

### Antike
Arkaden sind bereits aus Mesopotamien und im alten Ägypten bekannt. Die Arkade wurde in der Antike besonders von den Römern häufig bei repräsentativen Bauten und Ingenieurbauten verwendet (Stadttore, Aquädukte usw.), weil der aus Keilsteinen zusammengefügte Rundbogen weitere Abstände überbrücken kann und größere Tragfähigkeit besitzt als der Architrav.

### Kirchenbau
Im frühchristlichen Kirchenbau und in der mittelalterlichen Architektur kamen Arkaden auch im Innenraum vermehrt zum Einsatz, in Zentralbauten zwischen Hauptraum und Umgang, bei Basiliken zwischen Mittelschiff und Seitenschiff, aber auch darüber beim Triforium. Die Innenräume wurden auf diese Weise gegliedert. Auch Innenhöfe können durch (bisweilen mehrgeschossige) Arkaturen zu Arkadenhöfen werden. Kreuzgänge, Loggien und Zwerggalerien verwenden ebenfalls oft das Arkadenmotiv.

### Islamische Architektur
Auch in der islamischen Architektur stellen Arkaden (arabisch Riwaq) ein wesentliches Gestaltungsmerkmal dar, insbesondere in den vorgelagerten Innenhöfen (arabisch Sahn) von Moscheebauten.

### Bogengang, Laubengang, Arkadenhof

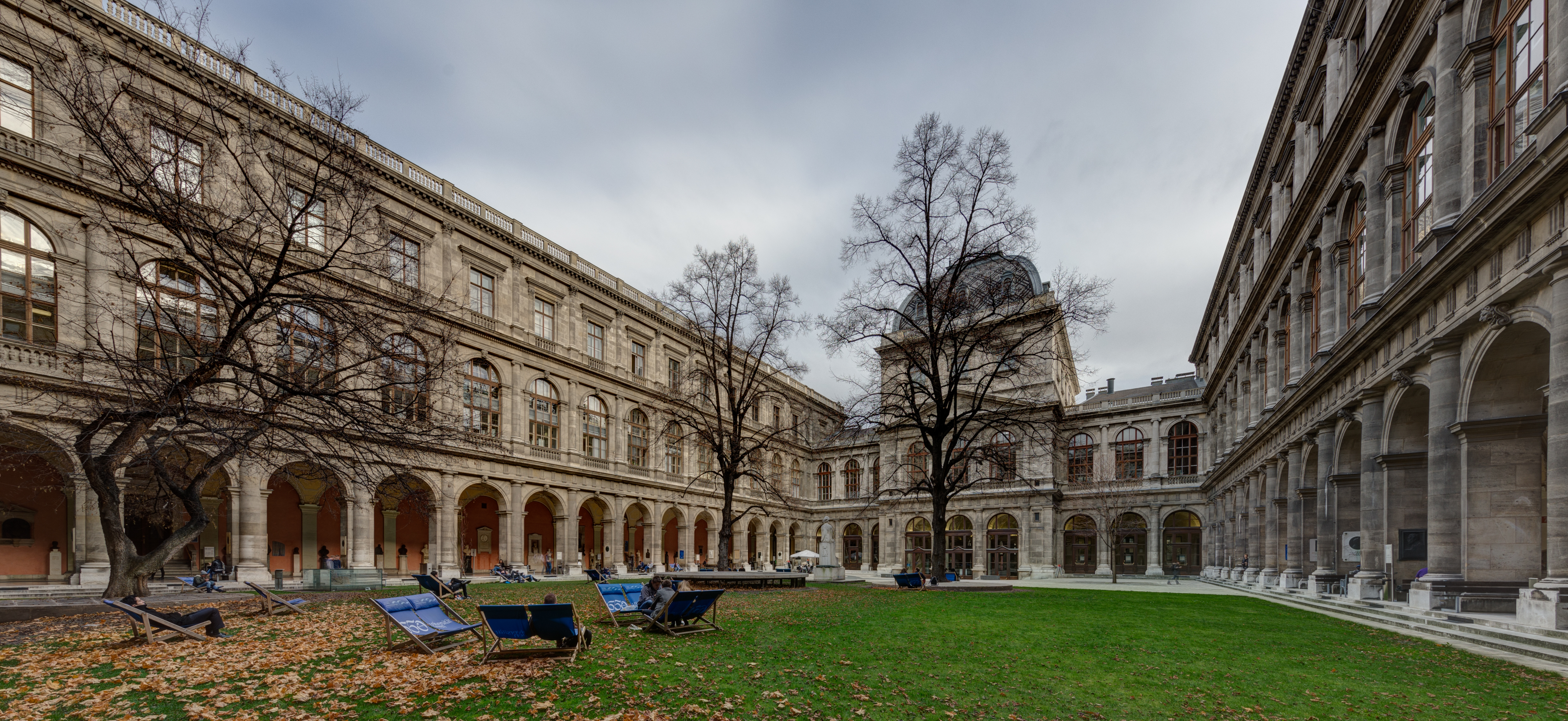
Arkadenhof der Universität Wien

In einigen europäischen Altstädten öffnen sich ganze Reihen der Häuser-Erdgeschosse zu fortlaufenden Arkadengängen (Bogengängen, Laubengängen), was den Passanten ein sonnen- und witterungsgeschütztes Fortkommen ermöglicht. Bekannte Beispiele hierfür sind der Prinzipalmarkt in Münster und die Altstadt von Bern. Bedeutend sind die rund 62 km langen Arkadengänge von Bologna (Italien), die im Juli 2021 als UNESCO-Welterbe eingetragen wurden.
In der Renaissancezeit entstanden nach italienischen Vorbildern Arkadenhöfe, oft mehrgeschossige, etwa der Münzhof in München. Vor allem auf Burgen und Schlössern in Österreich sowie in Böhmen und Mähren sind sie häufig zu finden, sowohl in Neubauten der Renaissance als auch als Einbauten in mittelalterlichen Burghöfen.

### Säulengang, Kolonnade

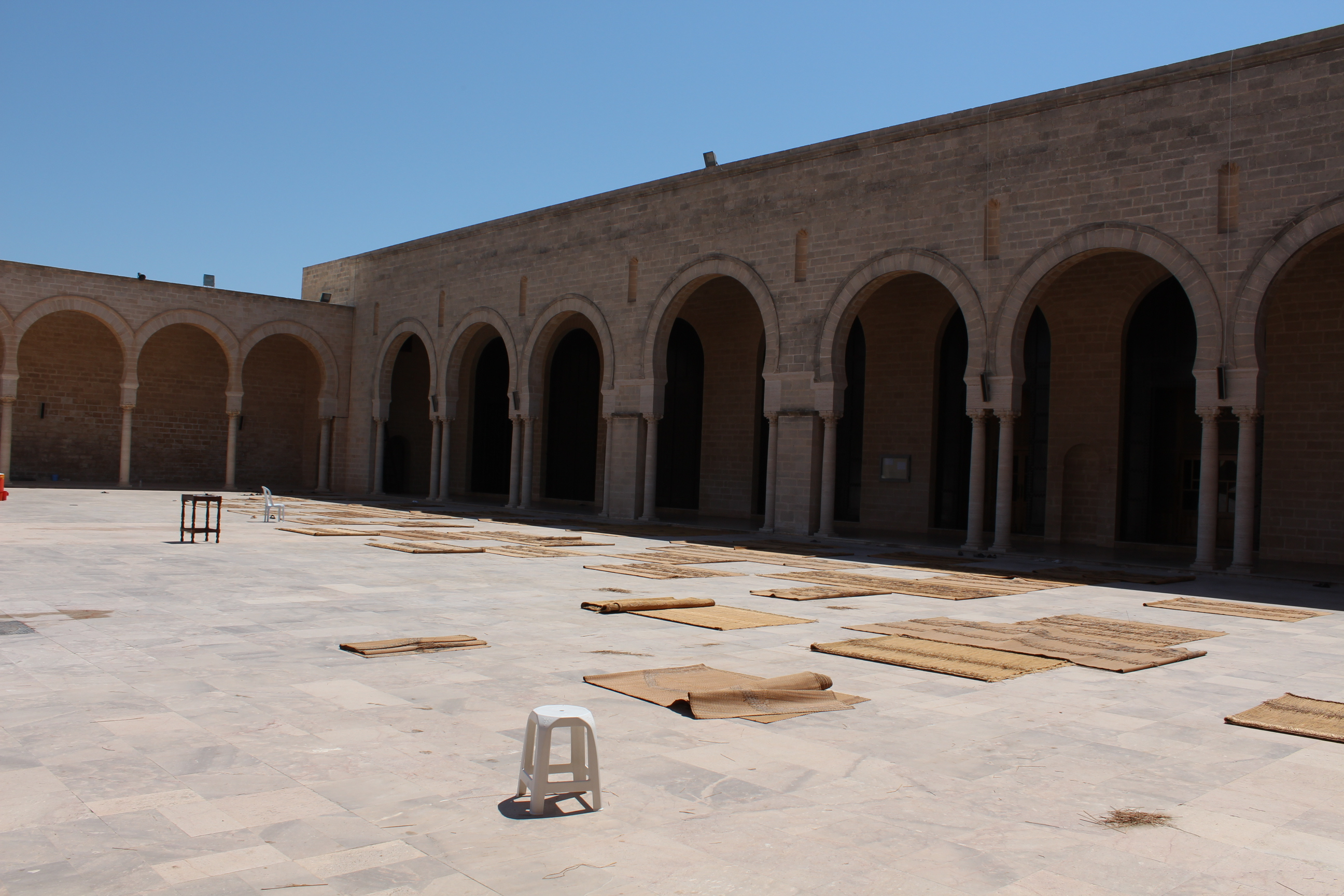
Arkaden in der islamischen Architektur: Hof der Großen Moschee von Mahdia

Im 20. Jahrhundert wurden in Einkaufsstraßen und Fußgängerzonen eher Säulengänge als Arkaden neu angelegt. In manchen amerikanischen Städten wird der Auto- vom Fußgängerverkehr getrennt, indem den Kraftfahrzeugen ein tieferer, hinter Arkaden gelegener Verkehrsweg zur Verfügung gestellt wird, während sich Fußgänger auf der darüberliegenden Ebene bewegen.

## Begriffskombinationen
- Arkadenbogen: umgangssprachliche, falsche Bezeichnung für Arkade (Begriffsverdoppelung)
- Arkadenfenster: mittels Arkaden gegliederte Fensteröffnung[4]
- Arkadengesims: Gesims über einer Arkadenreihe[5]
- Arkadenhof: Innenhof, von oft mehrgeschossigen Arkaturen umgeben[6]
- Arkadenmauer: Mauer mit Blendarkaden
- Blendarkade: ornamentale Arkade ohne Maueröffnung
- Klangarkade: auch Schallluke, Arkadenöffnung im Glockenturm, häufig mit Klanglamellen

## Bildbeispiele

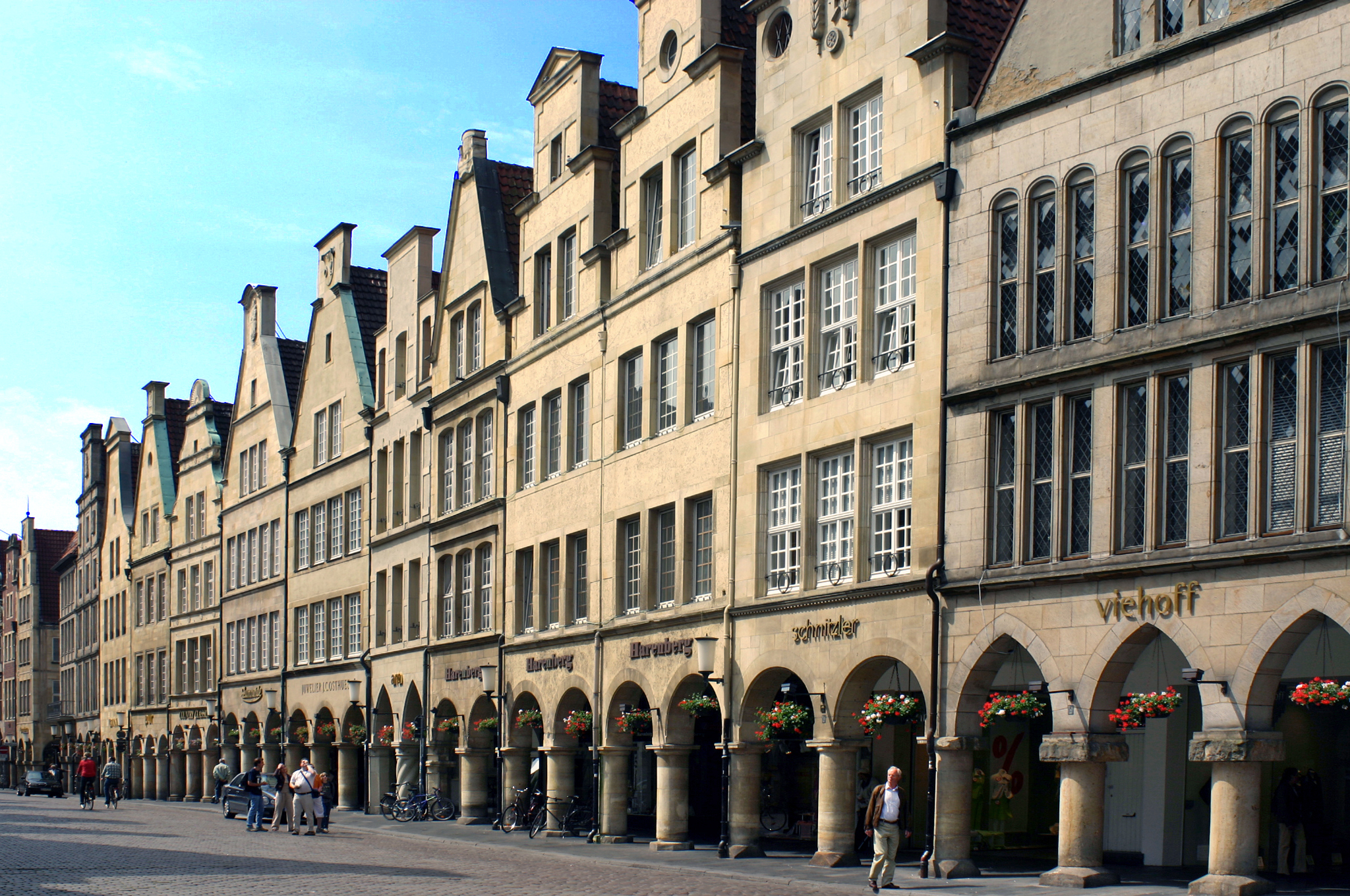
Prinzipalmarkt in Münster (Laubengang)
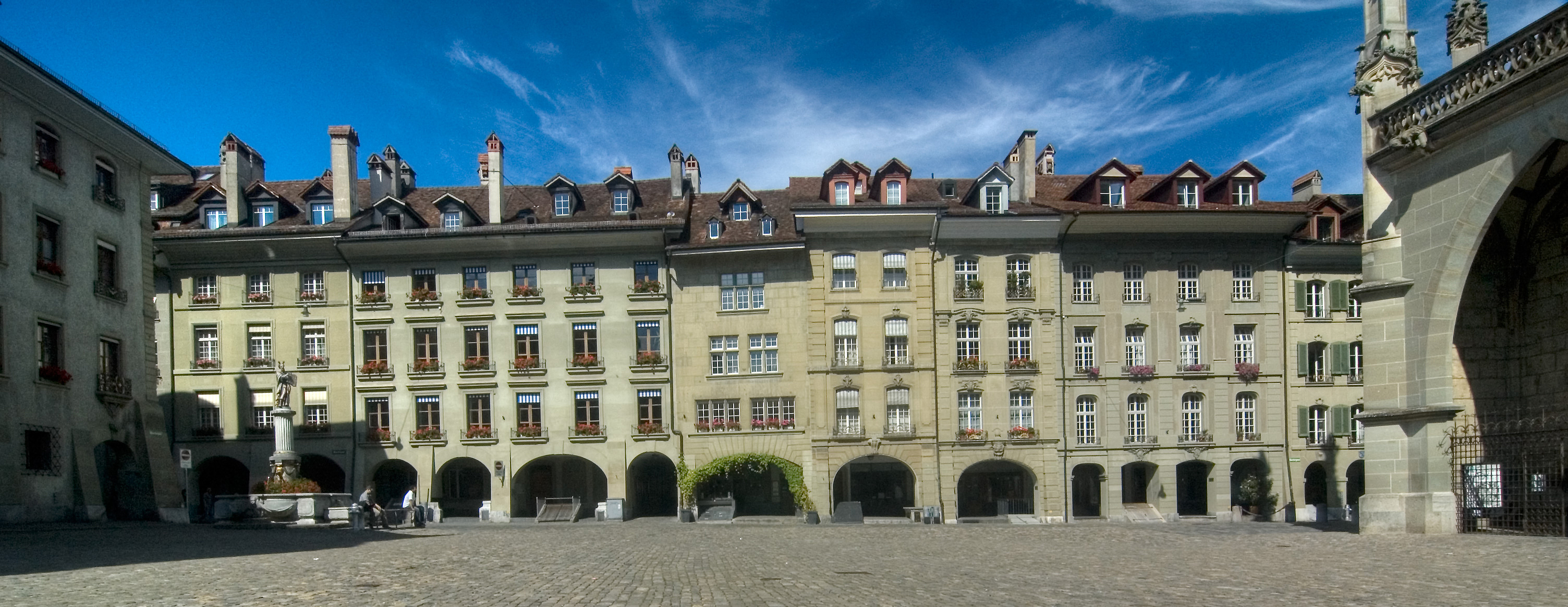
Altstadt von Bern (Arkadengang)
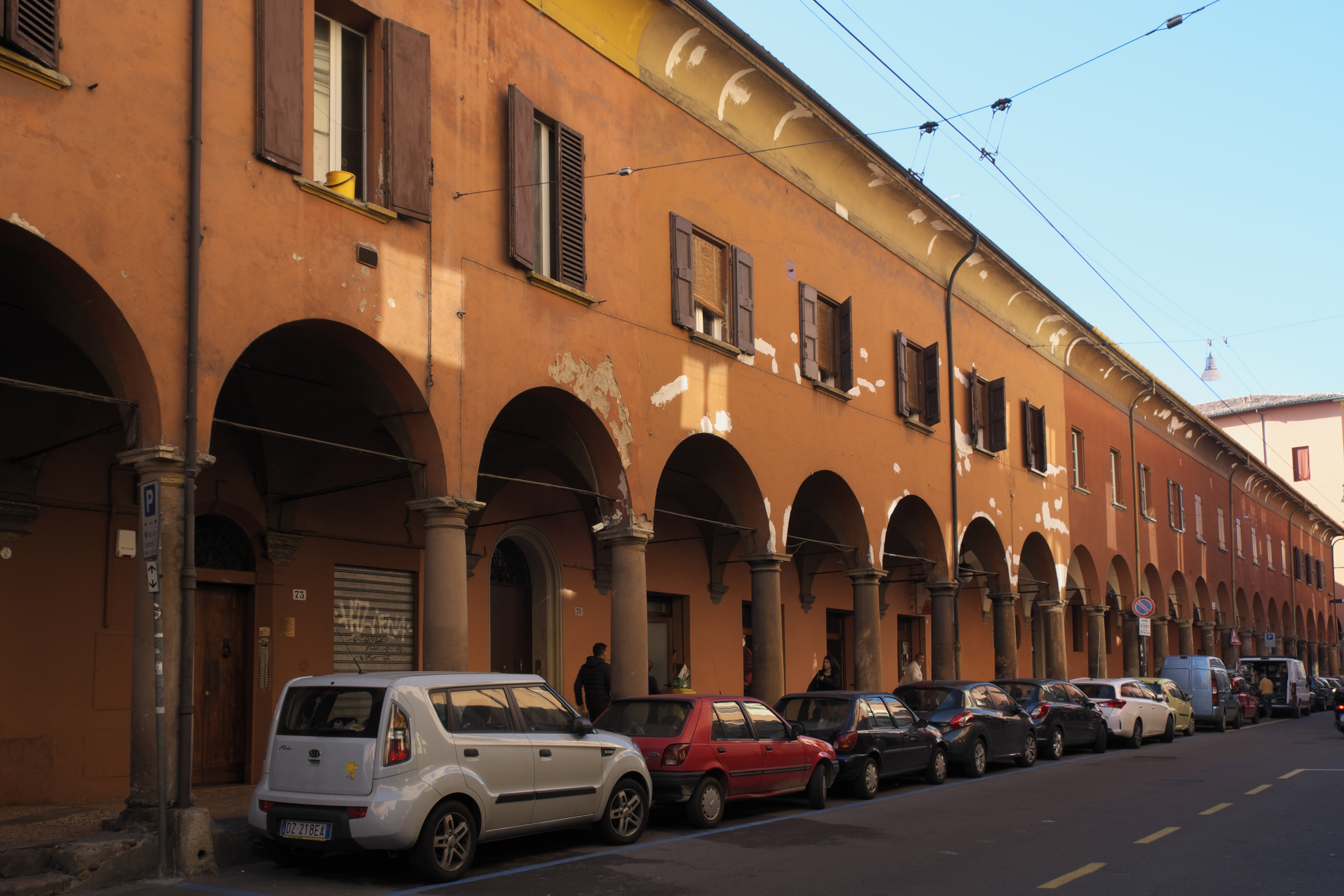
Bologna, Via San Vitale (Arkadengang)
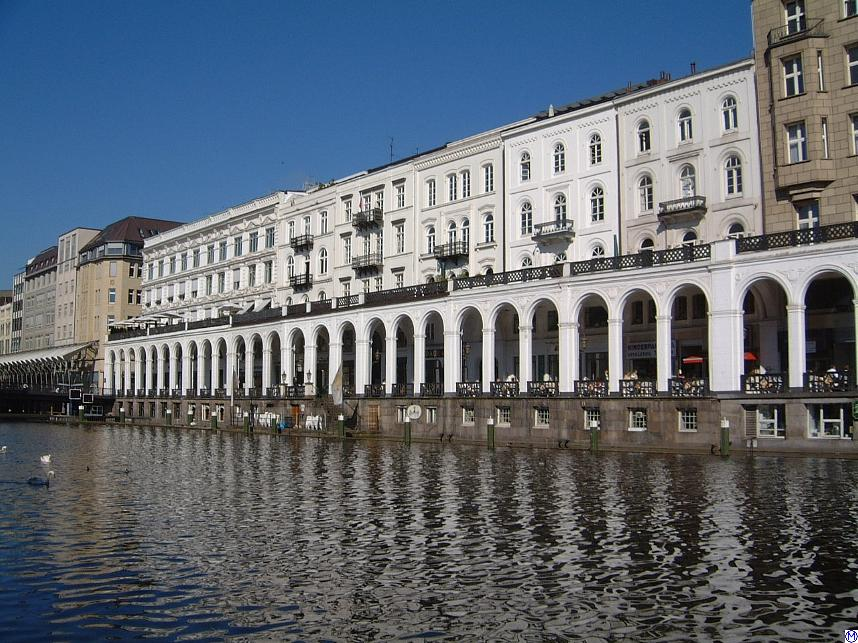
Alsterarkaden in Hamburg (Arkadengang)
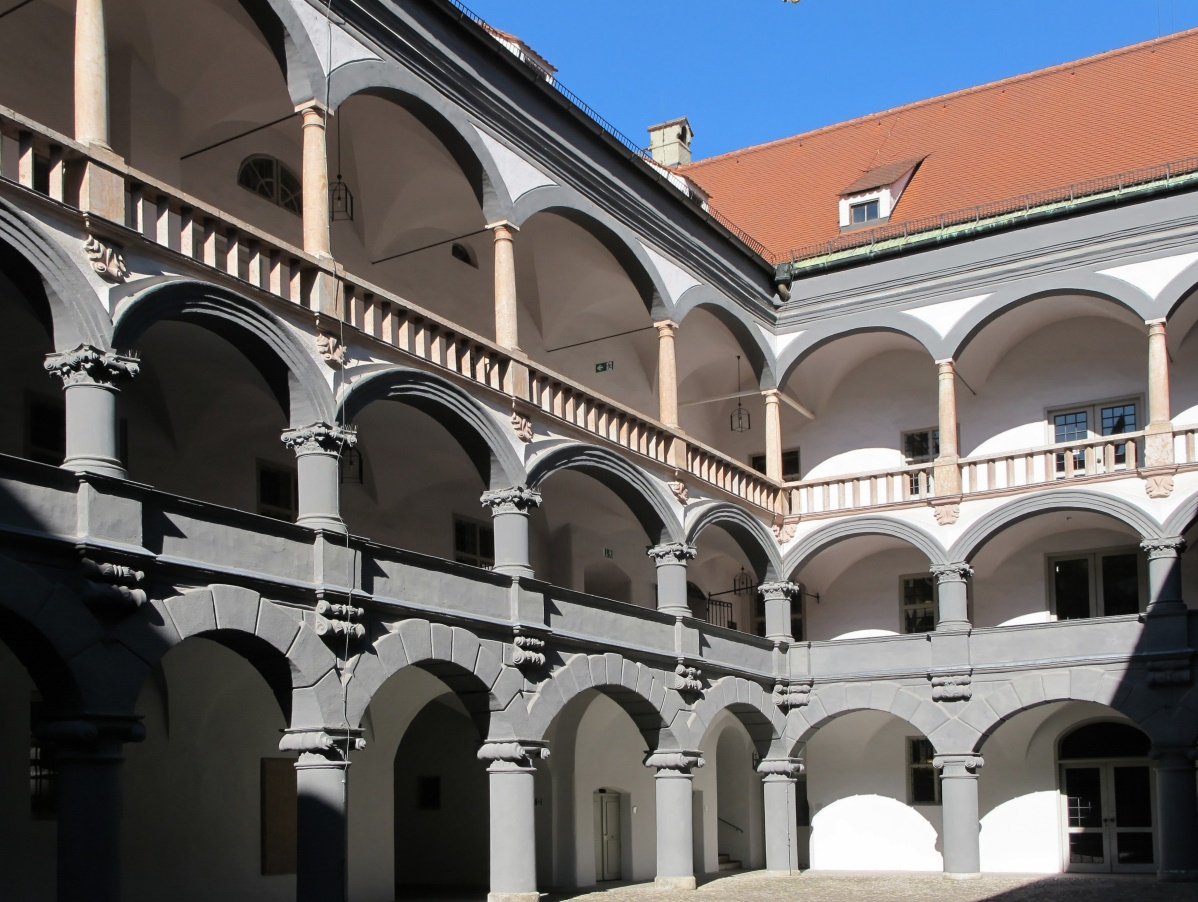
Münzhof in München (Arkadenhof)
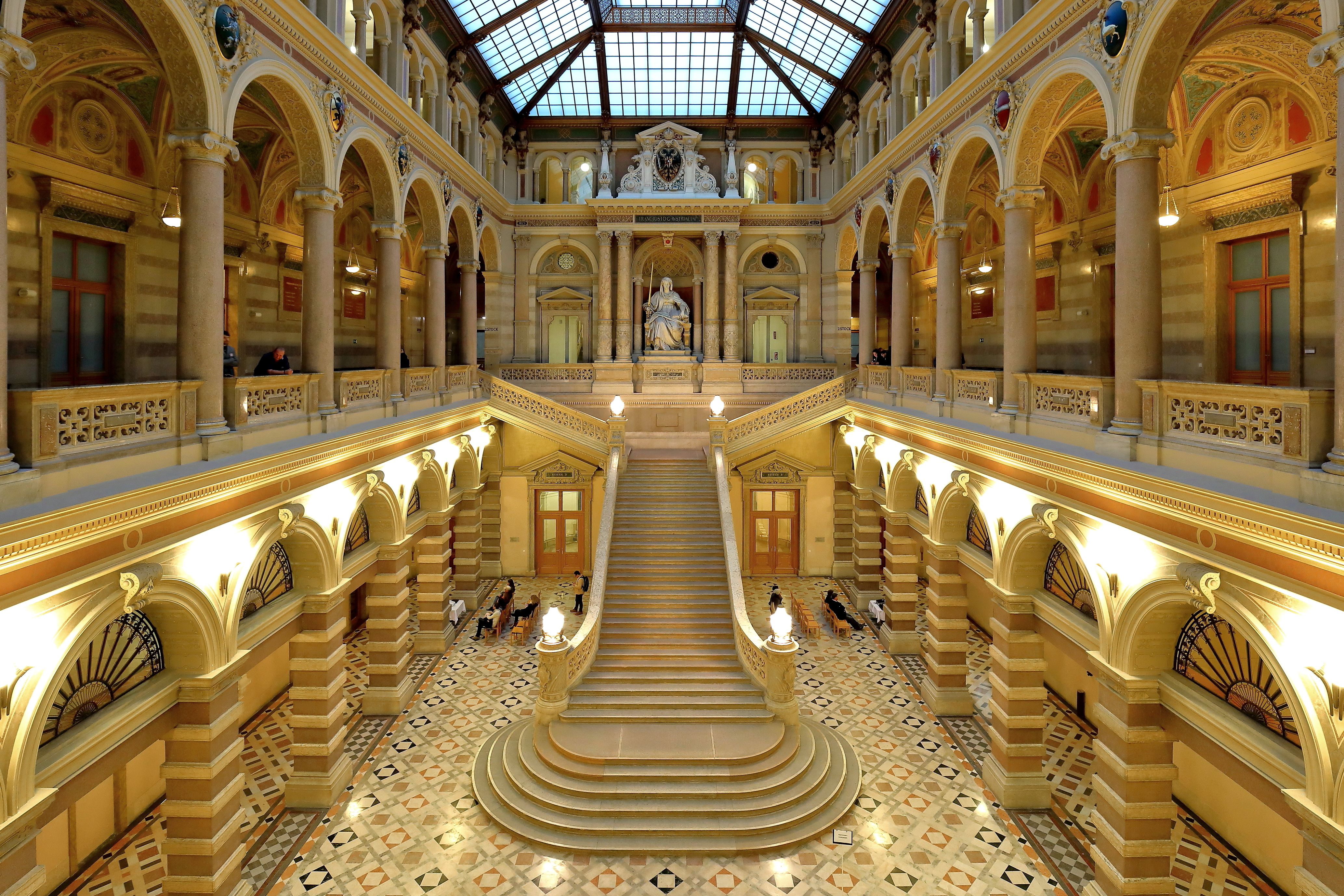
Glasgedeckter Arkadenhof im Justizpalast in Wien
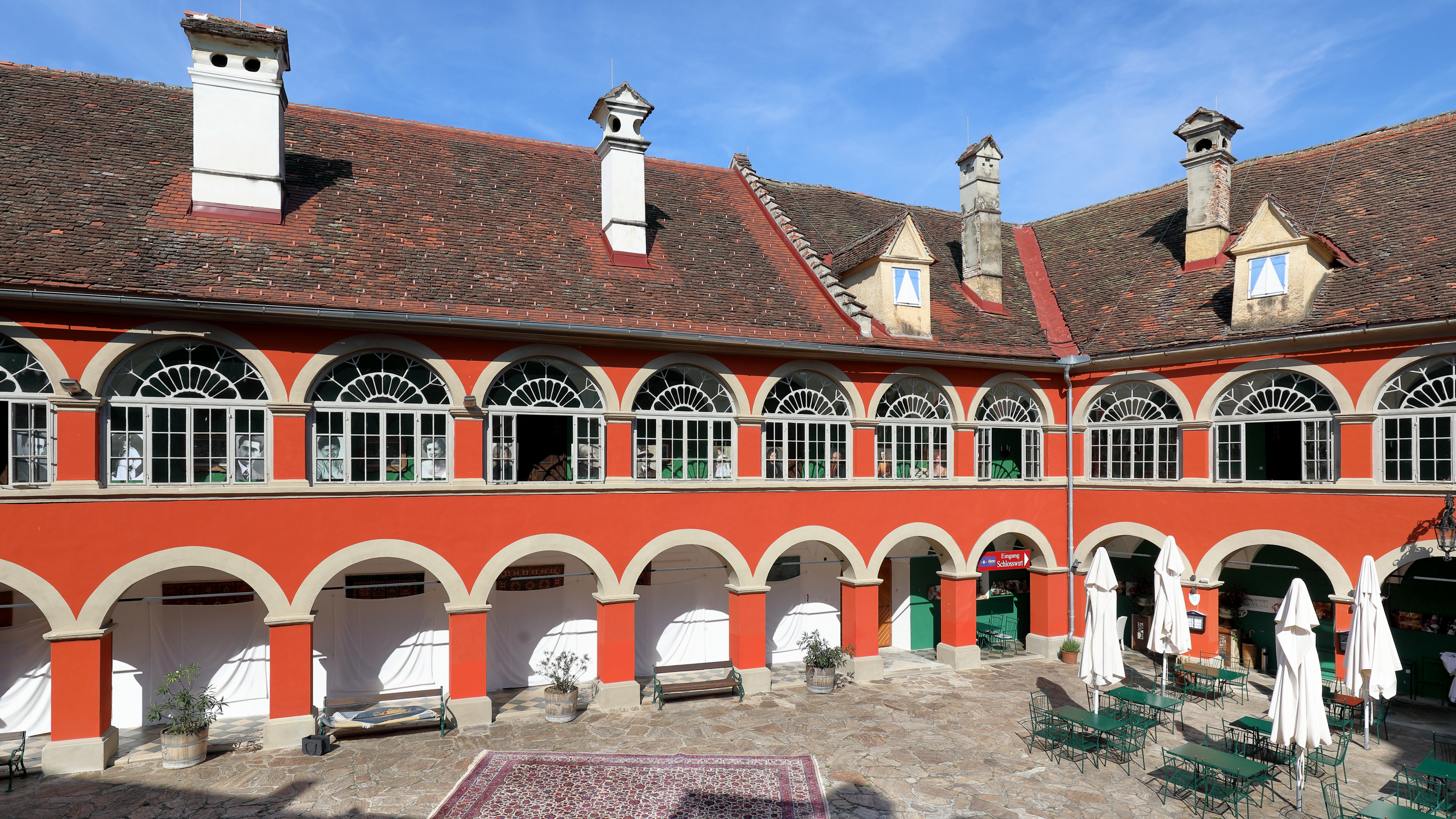
Schloss Kornberg (Arkadenhof)
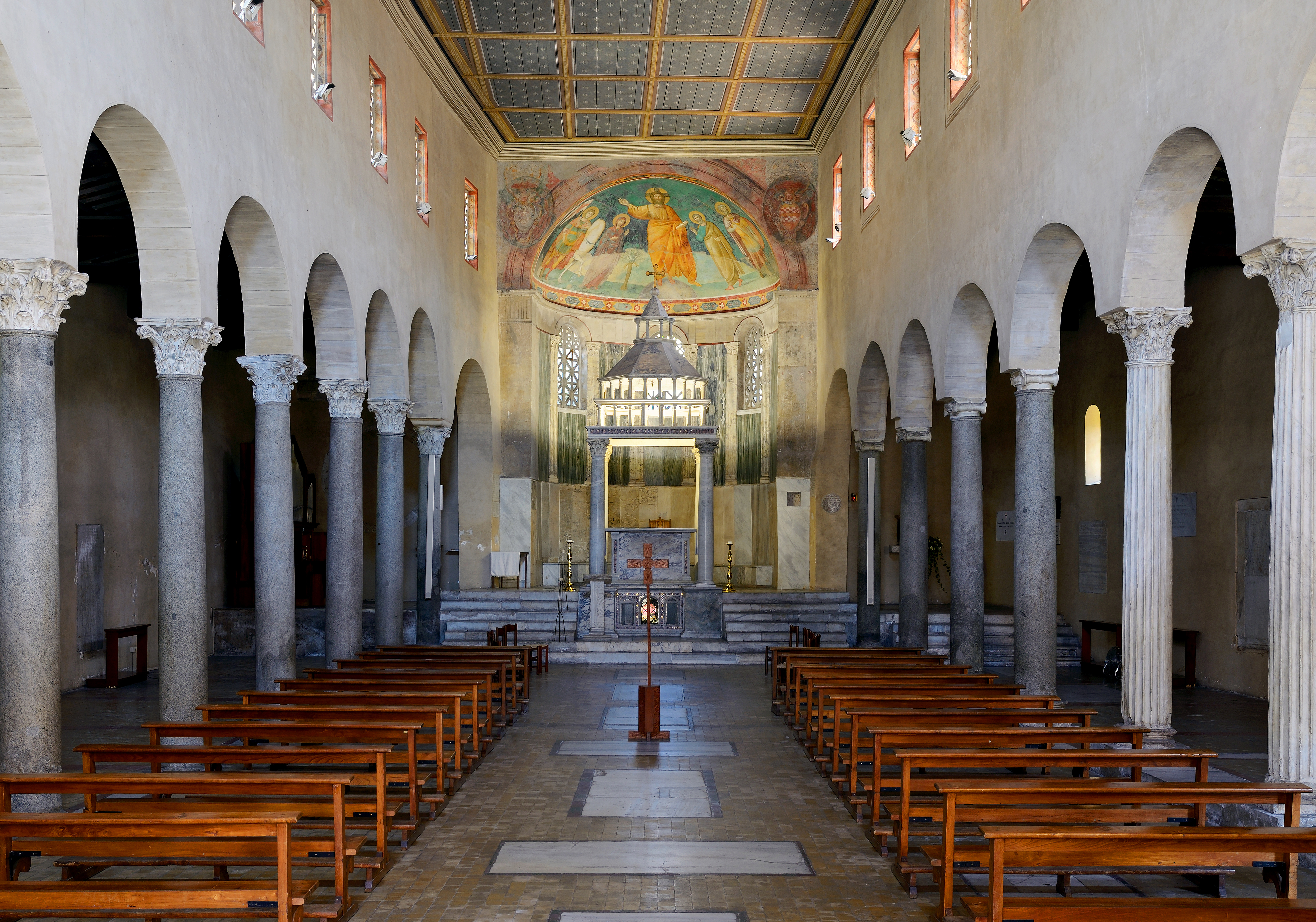
Arkaden in einer christlichen Basilika (San Giorgio in Velabro, Rom)
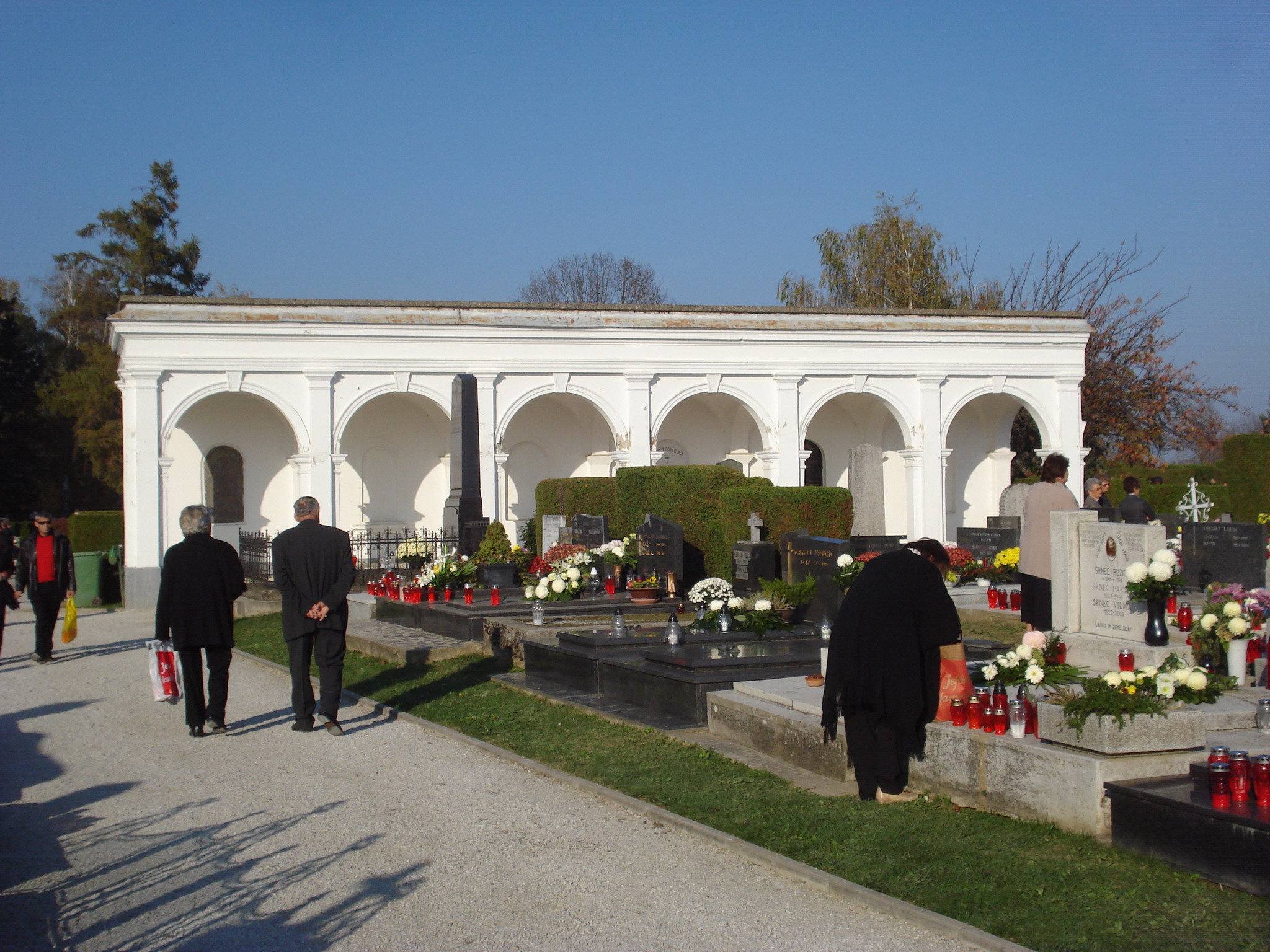
Arkadenbau im Friedhof von Čakovec, Kroatien
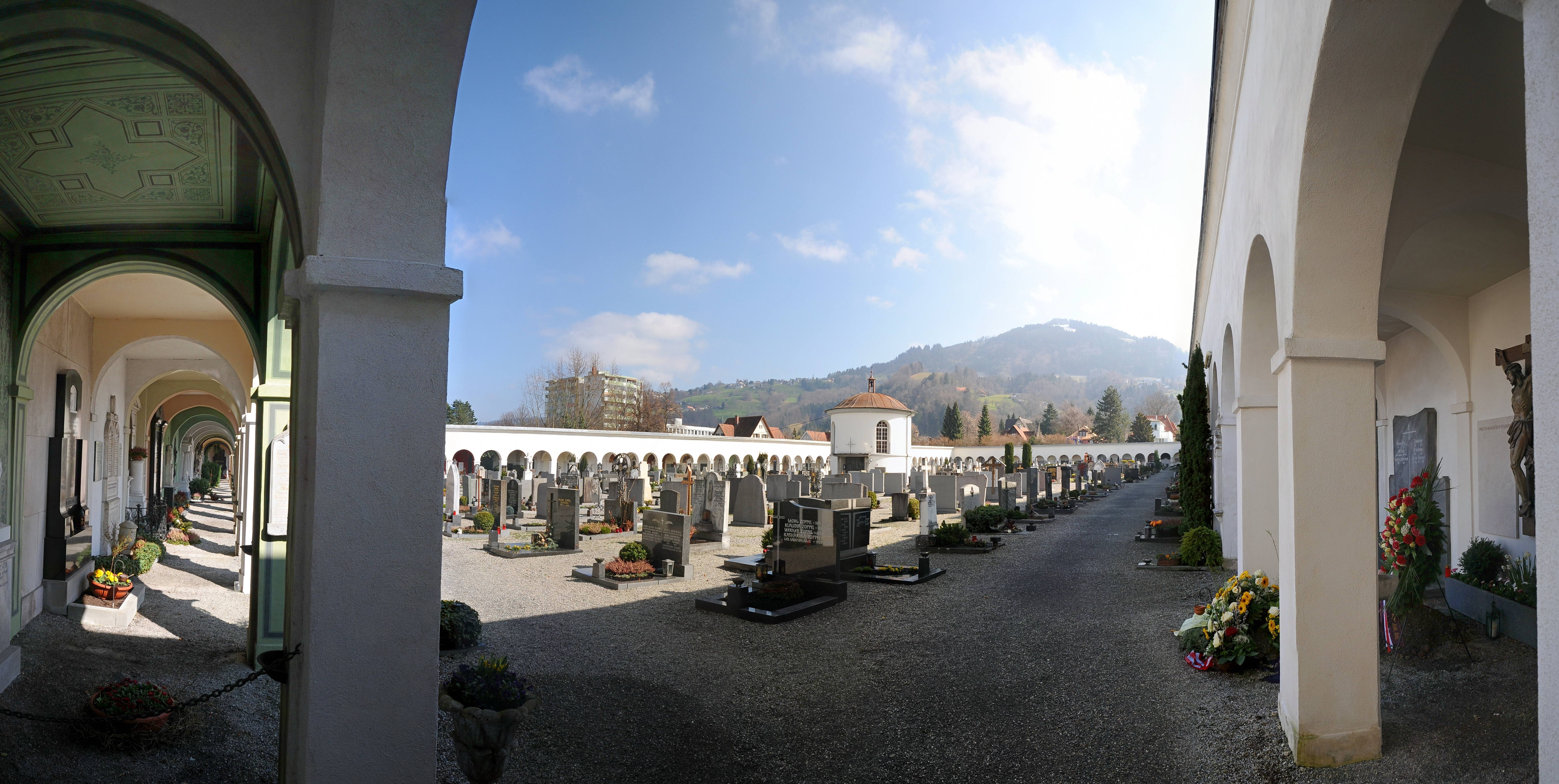
Umlaufende Arkaden am Friedhof Markt in Dornbirn
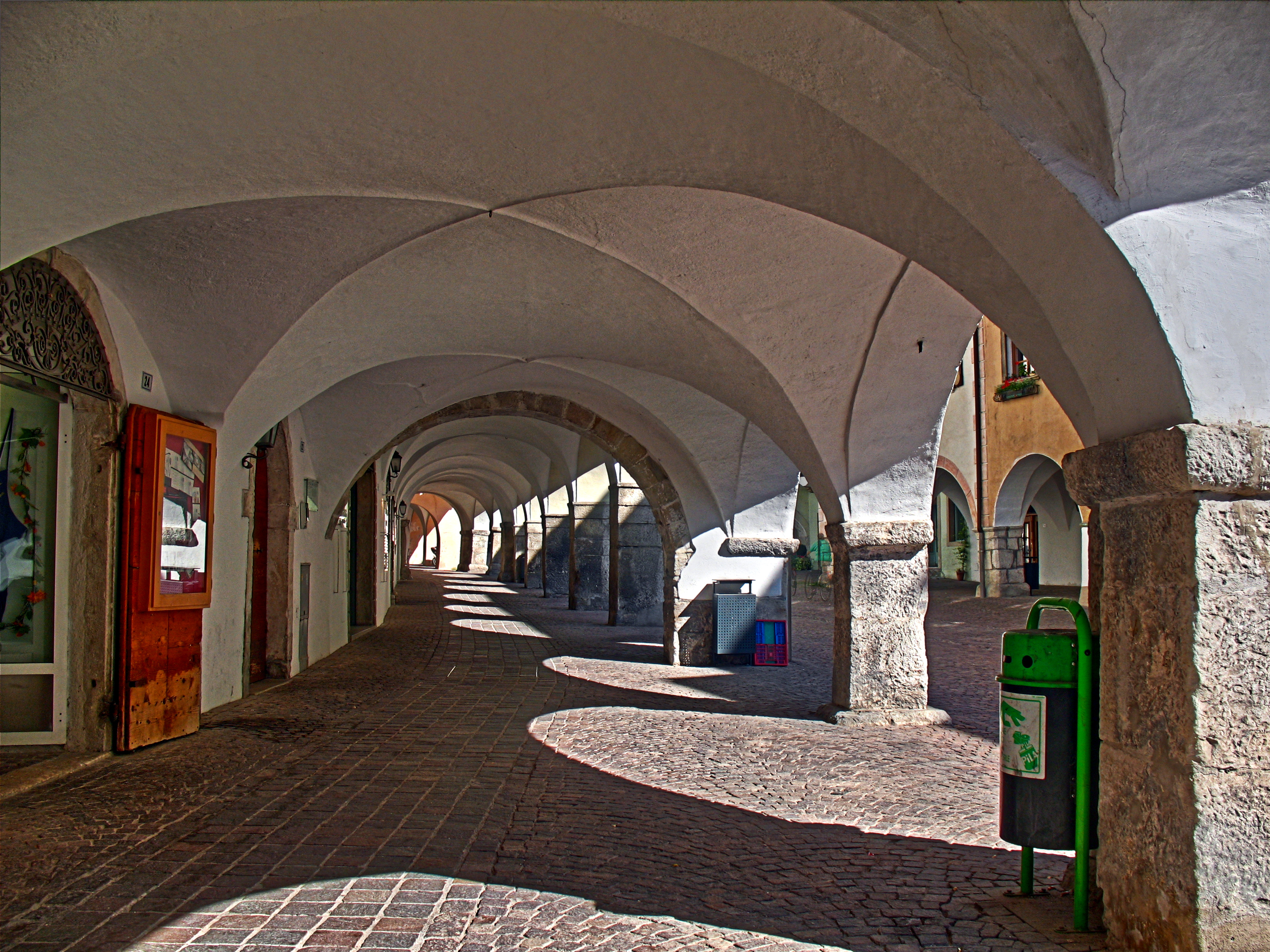
Neumarkt in Südtirol (Arkadengang)
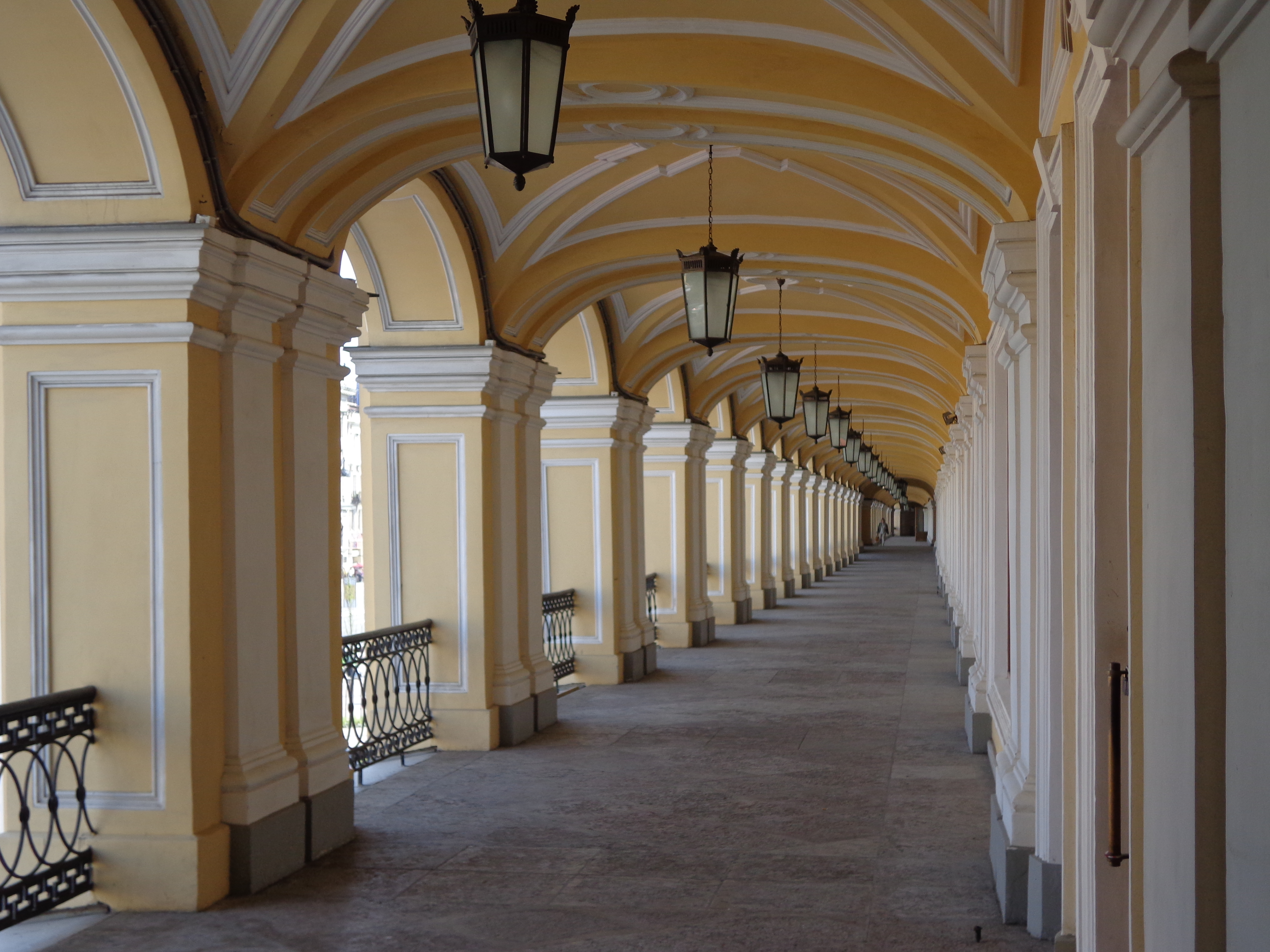
Gostiny Dwor in Sankt Petersburg (Arkadengang)
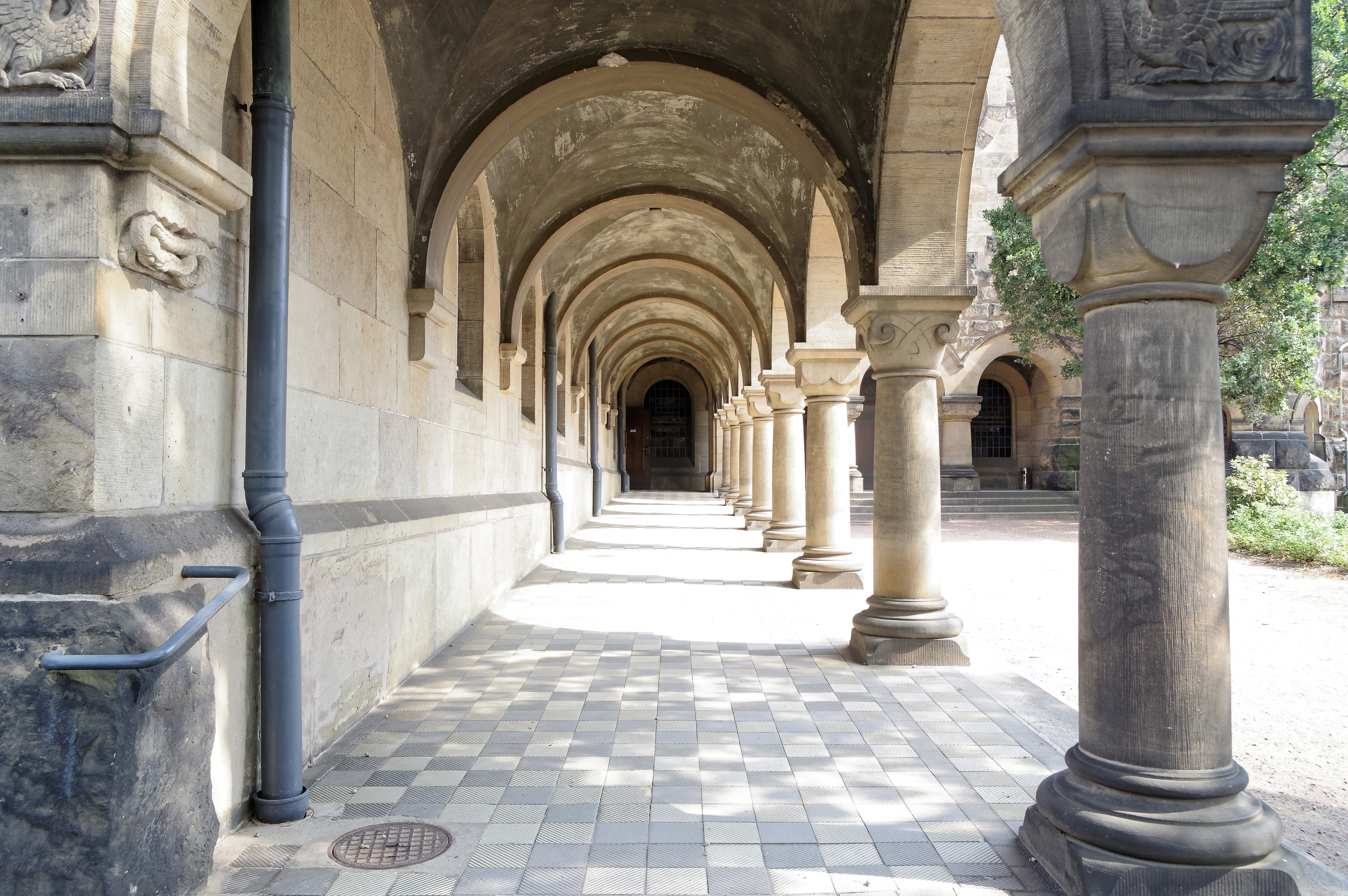
Neuromanischer Arkadengang (Versöhnungskirche Dresden)
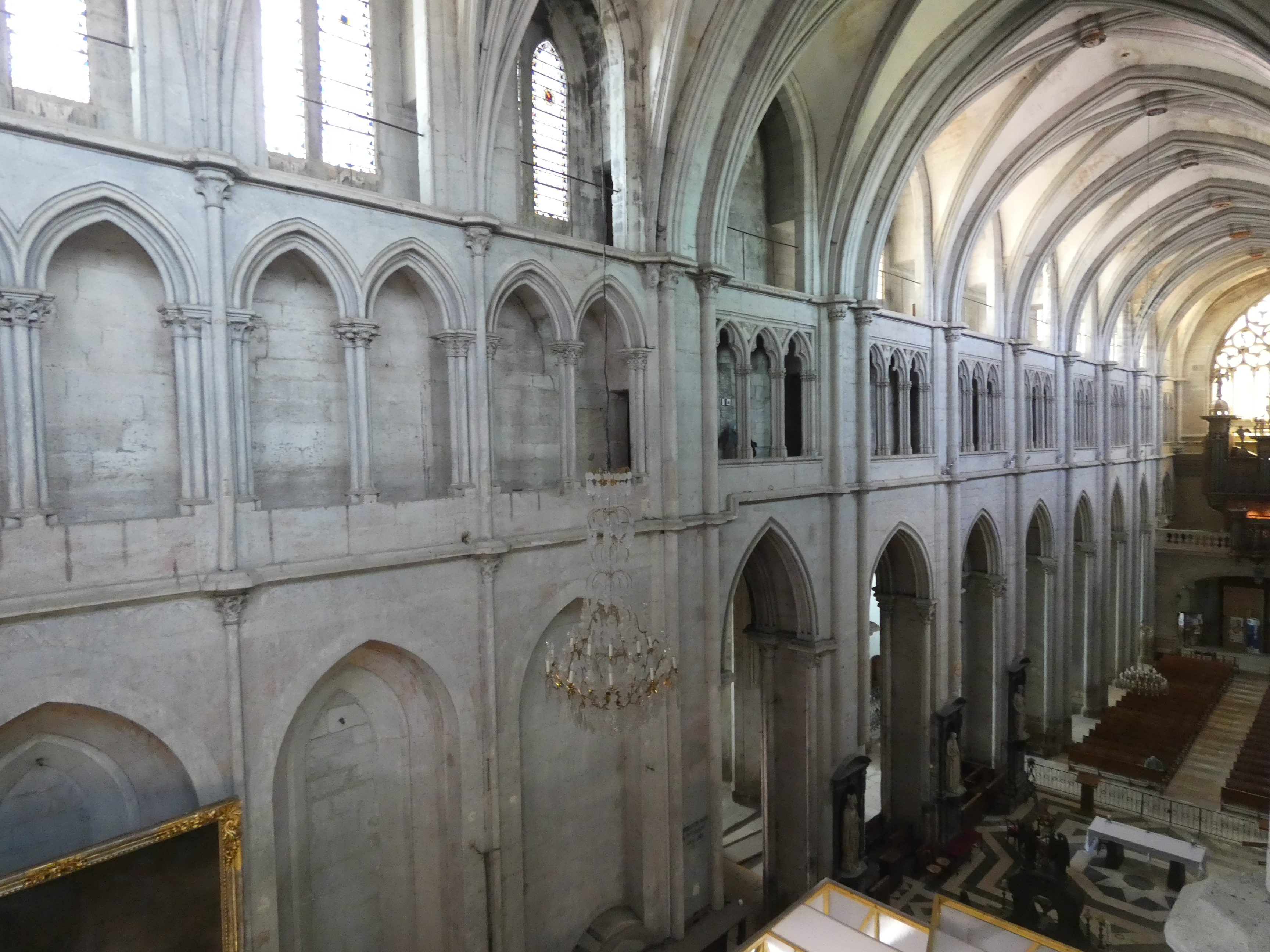
Arkaden eines Triforiums (Abteikirche Saint-Antoine in Saint-Antoine-l’Abbaye)
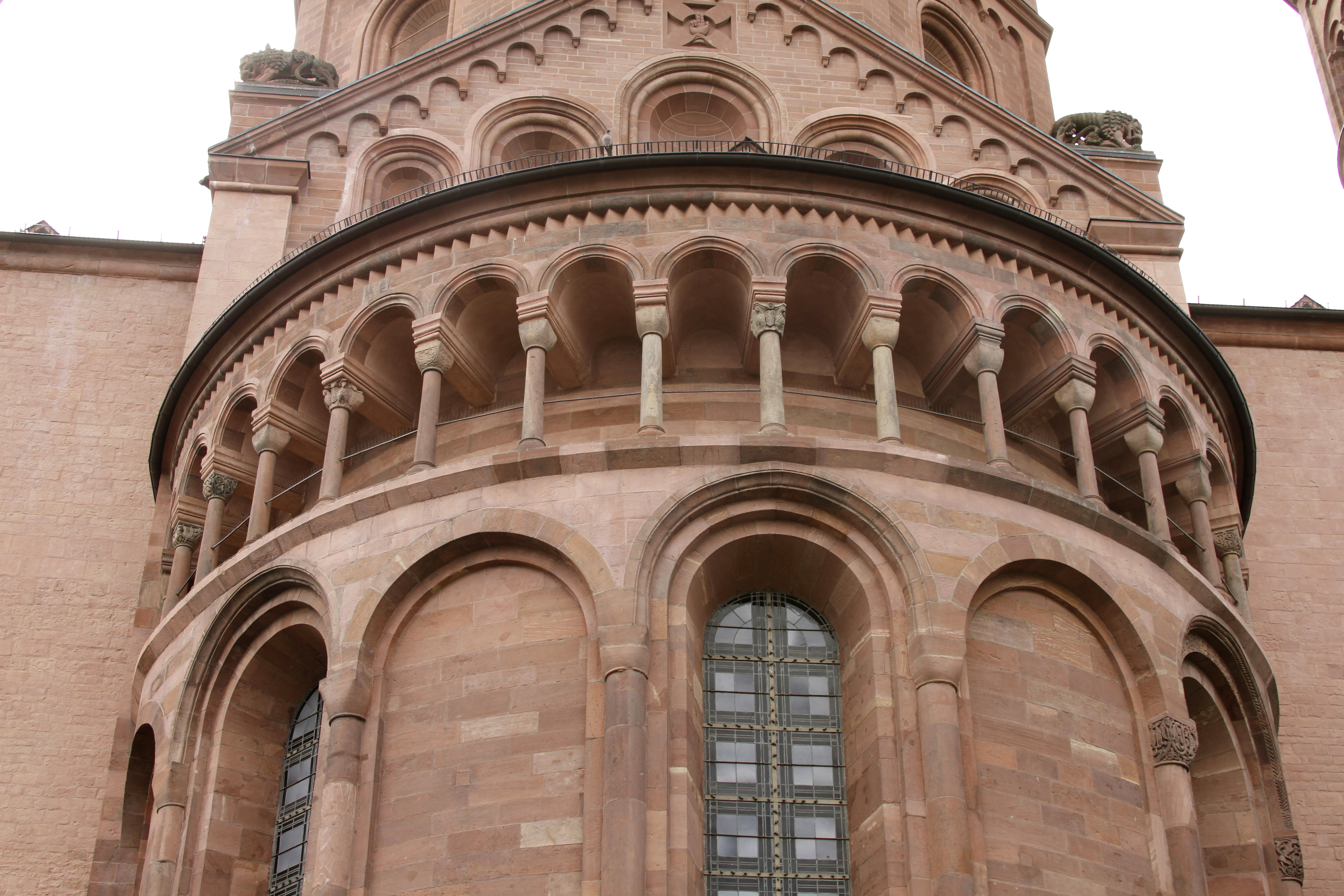
Arkaden einer Zwerggalerie (Mainzer Dom)
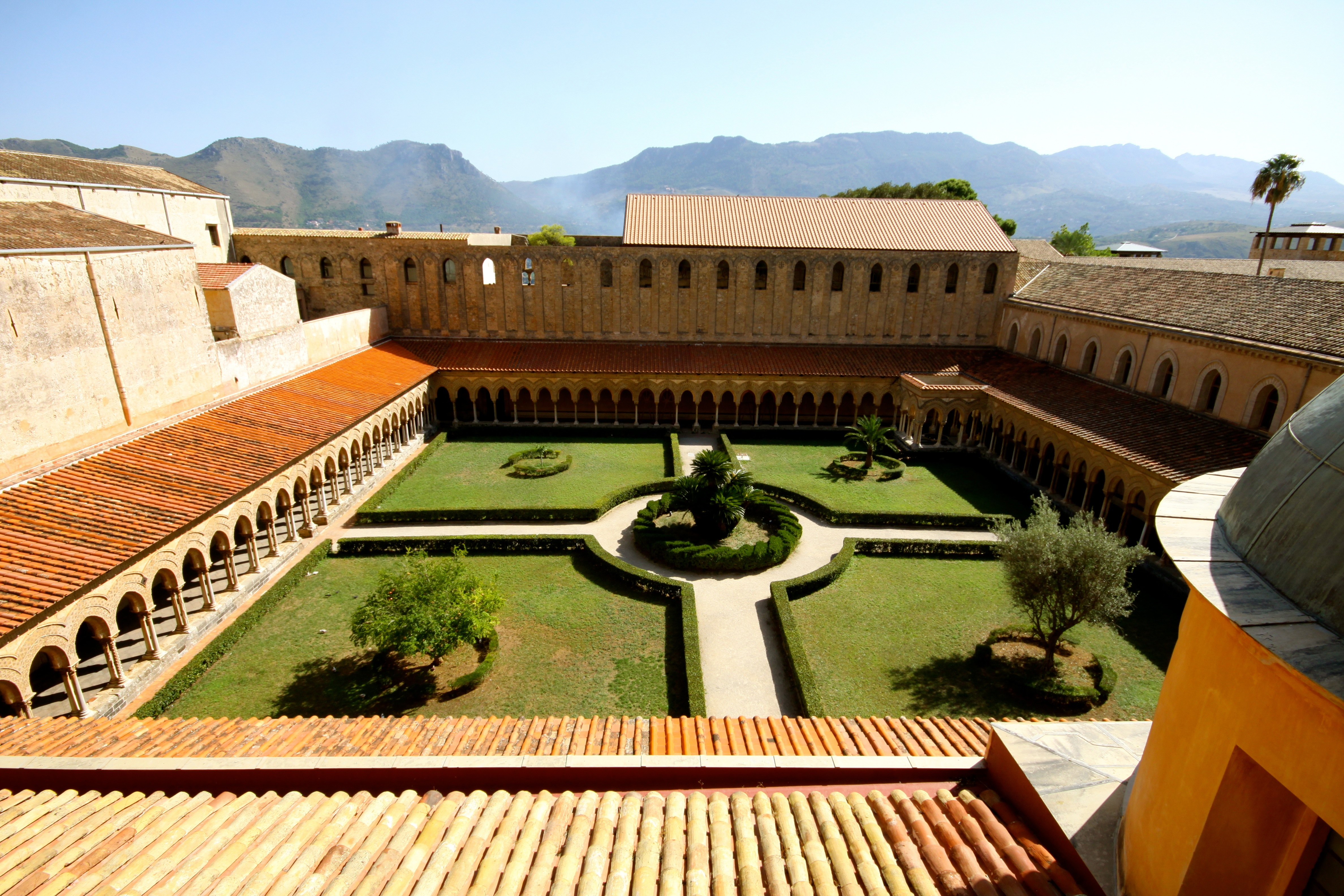
Arkaden des Kreuzgangs der Kathedrale von Monreale
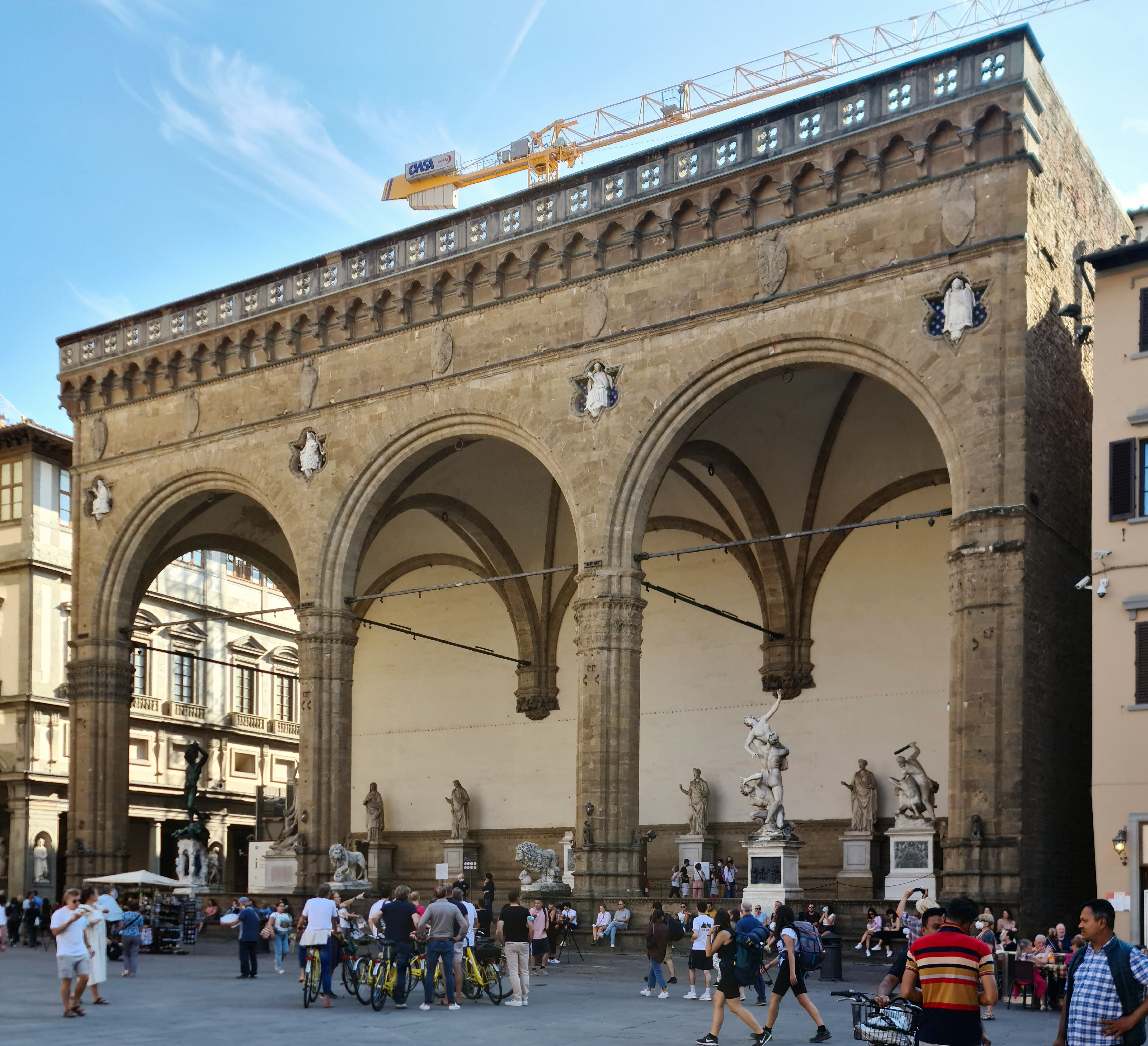
Arkaden der Loggia dei Lanzi, Florenz

## Weitere Bedeutungen

### Kolonnade
Umgangssprachlich werden häufig auch Kolonnaden (Säulengänge mit geradem Gebälk) als Arkaden bezeichnet, obwohl sie keine Bögen aufweisen.

### Einkaufszentren

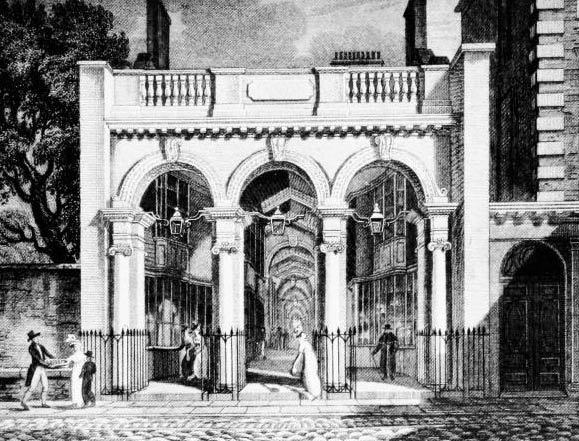
Eingang zur Burlington Arcade in London, 19. Jahrhundert

Der Begriff Arkade (englisch arcade) wurde im englischen Sprachraum und in Anlehnung daran ebenfalls im deutschsprachigen Raum auch als Bezeichnung für Ladenpassagen verwendet. Frühe Vorläufer des Bautyps sind die Burlington Arcade in London (1819) oder die Galleria Vittorio Emanuele II in Mailand (1867), die tatsächlich noch eine durch Arkaden im eigentlichen Sinne geprägte Architektur zeigten. Indem pars pro toto die Bezeichnung arcade auf den ganzen Gebäudekomplex übertragen wurde, kam es im Englischen zu einer Bedeutungsverschiebung hin zu den heutigen Einkaufszentren. Auch die Bezeichnungen penny arcade (USA) oder amusement arcade (Großbritannien) für große Spielhallen leiten sich davon ab.
Beispiele für die Bezeichnung eines Einkaufszentrums als Arkaden sind u. a. die Münster-Arkaden (Münster/Westfalen), die Potsdamer Platz Arkaden (Berlin), die Schloss-Arkaden (Braunschweig), die Riem Arcaden (München) oder die Arcade Meidling (Wien). Wenige dieser kommerziellen Gebäude weisen Arkaden im architektonischen Sinne auf; die Bezeichnung Name wird in der Regel aus Marketing-Gründen gewählt und zwar nicht nur in Metropolen und Großstädten, sondern unterdessen auch in Kleinstädten und auf dem Land (vgl. Activ-Arkaden in Horb Westerwald-Arkaden in Höhr-Grenzhausen).